# Förderkübel

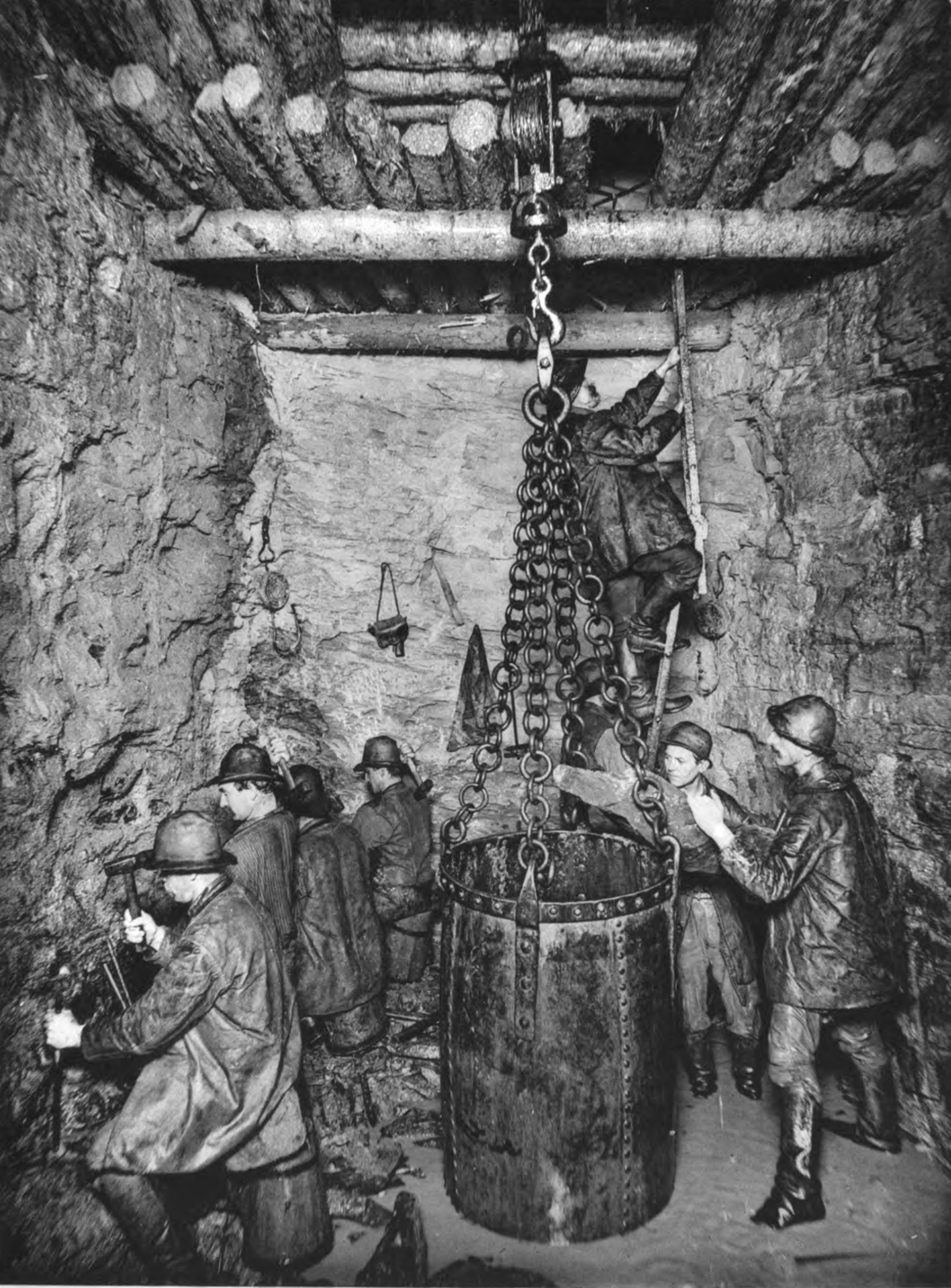
Schachtabteufen mit Teufkübel (1894)

Ein Förderkübel ist ein Fördergutträger, der im Bergbau und im Tunnelbau zur Schachtförderung und zum Teufen von Schächten eingesetzt wird. Das Fassungsvermögen des Förderkübels hat einen großen Einfluss auf die Leistungsfähigkeit einer Schachtförderanlage. Da Förderkübel nur zur Förderung im Schacht dienen, verbleiben sie stets am Förderseil und werden auf der Hängebank oder im Füllort befüllt oder entleert.

## Historische Bauformen
Je nach Schachtform und Größe werden drei Kübelformen unterschieden, der gewöhnliche Kübel, der Kastenkübel und der Wippkübel.

### Der gewöhnliche Kübel

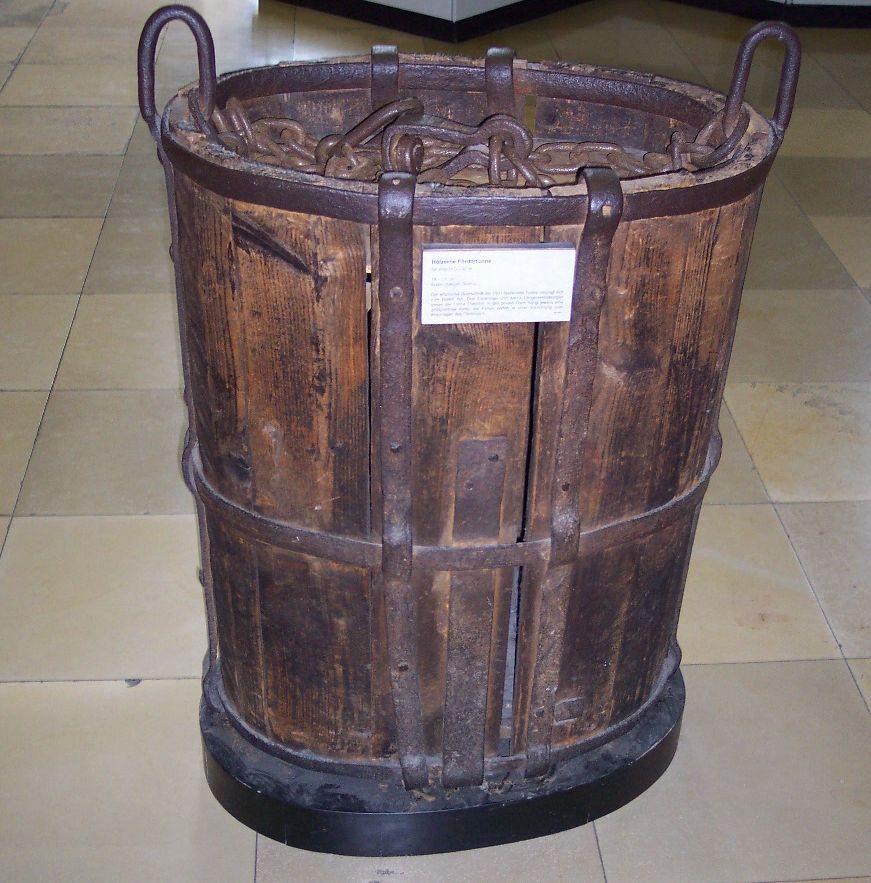
Gemeiner Förderkübel

Den gewöhnlichen Kübel gibt es in zwei Bauarten, entweder mit kreisrundem oder mit ovalem Querschnitt. Der ovale Kübel wird nach oben größer, der kreisrunde Kübel ist im Umfang gleichförmig. Der ovale Förderkübel ist wesentlich zweckmäßiger, da er zum einen durch die Zusammenfassung der Dauben eine größere Festigkeit hat und zum anderen, weil der Schwerpunkt des Kübels oberhalb der Kübelmitte liegt. Durch die Schwerpunktverlagerung in den oberen Kübelbereich lässt sich der Kübel besser entladen. Außerdem kann er durch die größere Öffnung leichter befüllt werden.

#### Aufbau und Verwendung
Der Kübel besteht aus Eichenholzdauben. Zur Verbesserung der Stabilität wird der Kübel mit drei Bandeisen beschlagen. Der Boden und der Rand werden mit Bandhaltern mechanisch stabilisiert und geschützt. Am oberen Rand sind zwei eiserne Ösen angebracht, in die ein eiserner Bügel eingehängt ist. Im Freiberger Bergbau wird dieser Bügel auch Quentzel genannt. An dem Bügel wird das Förderseil mittels Seilhaken befestigt. Damit der Seilhaken am Bügel nicht hin- und herrutschen kann, ist der Bügel in der Mitte mit einer Schlinge versehen. Es gibt auch Kübel, die am oberen Rand mehrere Ösen aus Eisen haben, an denen Ketten befestigt werden. Das Fassungsvermögen richtet sich nach dem zu fördernden Material und beträgt je nach Kübelausführung zwischen 1 1/3 und 3 Kubikfuß. Es gibt ein- und zweimännische Kübel, deren Fassungsvermögen unterschiedlich ist. Das Leergewicht des Kübels liegt, je nach Kübelausführung, zwischen 14 und 24 Kilogramm bei einer Nutzlast von 50 bis 150 Kilogramm. Im sächsischen Erzgebirge hat der zweimännische Kübel ein Fassungsvermögen bis zu 2.500 Leipziger Kubikzoll. Er kann mit bis zu einem Zentner Erz gefüllt werden. Der Kübel wird zur Förderung von Erz und auch zur Wasserhebung genutzt. Im Tunnelbau wurde der Kübel nur zum Schachtteufen genutzt. Zum Abnehmen des Kübels auf der Hängebank wird der Kübel manuell auf die Dielung der Hängebank geschwenkt, gleichzeitig wird das Seil nachgelassen. Im Füllort unter Tage wird der Kübel zum Abhängen mit einem Stangenhaken aus dem Schacht gezogen.

### Kastenkübel
Der Kastenkübel wird in Schächten eingesetzt, in denen die Verwendung von gewöhnlichen Kübeln nicht machbar ist. Sie werden auch in tonnlägigen Schächten verwendet, da dort das Gefäß direkt in den Schacht gezogen wird und das Umladen des Fördergutes in den Kübel nicht erforderlich ist. Die Kübel werden in den Schacht gezogen und in der Strecke auf einen Gestellwagen gesetzt und wegtransportiert.

#### Aufbau und Verwendung
Der Kastenkübel hat eine rechtwinklige, in der Regel quadratische, Form. Sein Fassungsvermögen beträgt zwischen 15 und 20 Kubikfuß. Die Fläche des Kübelbodens ist verstärkt und mit Eisen beschlagen, da dieser Gefäßteil durch das häufige Auf- und Absetzen stark beansprucht wird. Zur Befestigung am Seilhaken werden eiserne Stangen oder Ketten, so genannte Quenzelketten, verwendet. Da die Ketten besser am Seil befestigt werden können, hat sich die Befestigung mittels Ketten durchgesetzt. Damit die Kübelwände bei der Förderung nicht zusammengezogen werden, sind die Ecken mit Eckbeschlägen aus Eisen verstärkt. Zur Entladung besitzt der Kastenkübel am hinteren Ende eine Klappe, die mit einer eisernen Stange verriegelt ist. Diese Stange ist mit einem Bolzen gesichert. Werden die Kastenkübel in saigeren Schächten eingesetzt, werden sie mit Führungseinrichtungen versehen, die einen sicheren Transport durch den Schacht gewährleisten.

### Wippkübel
Der Wippkübel wird auch Schlesischer Kasten genannt. Er hat die Form einer umgestürzten Pyramide. Bei der Streckenförderung werden bis zu drei dieser Kübel auf einen Gestellwagen gestellt. Zur Schachtförderung wird jeder Kübel einzeln an das Förderseil angeschlagen und durch den Schacht gefördert. An den Seiten angebrachte Drehzapfen, die fest am Kübel angeschraubt sind, dienen dabei als Führungsschuhe. Im Schacht sind dazu zwei Führungslatten so zusammengenagelt, dass sie eine Führungsrinne für den Drehzapfen bilden. Auf der Hängebank muss zunächst die Schachtöffnung mit einer Falltür verschlossen werden. Danach werden die Gefäße auf einen Gestellwagen gestellt. Anschließend werden die Wippkübel zur Entleerung zum Aussturzplatz gebracht.

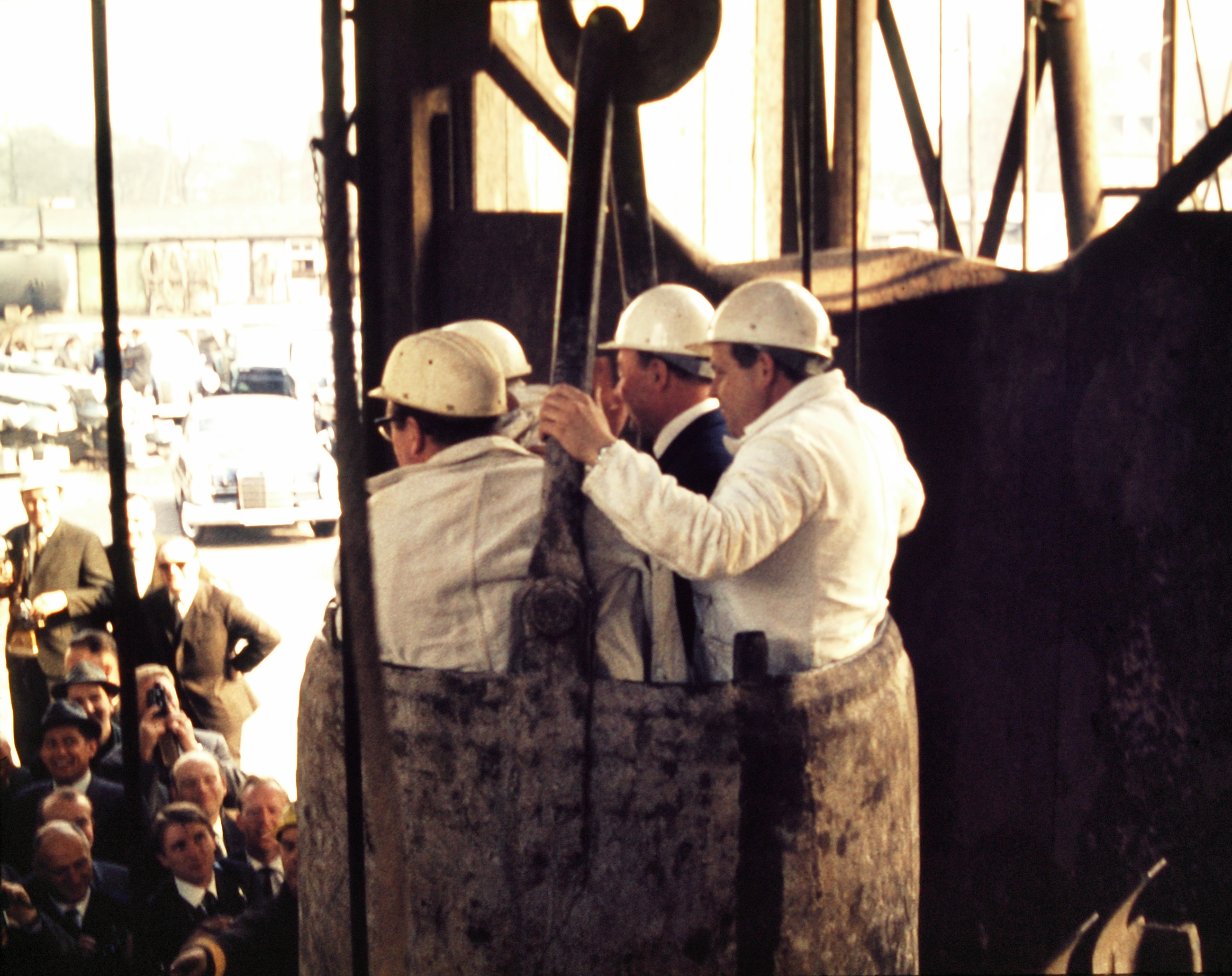
Abteufkübel Zeche Friedrich der Große Schacht 6, Herne, beim Besuch Bundeskanzler Erhards 1965

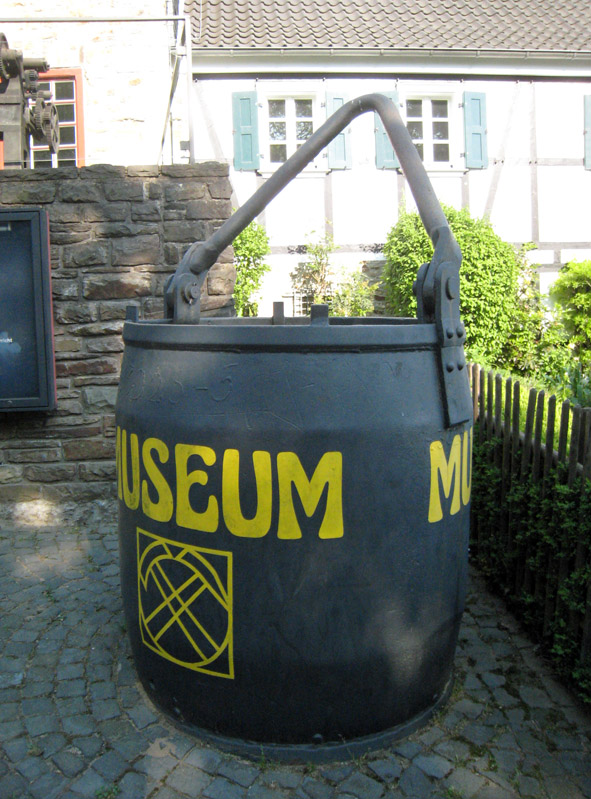
Abteufkübel der Grube Lüderich, vor dem Bergischen Museum für Bergbau, Handwerk und Gewerbe in Bergisch Gladbach

## Moderne Förderkübel
Im modernen Bergbau werden Förderkübel hauptsächlich beim Abteufen von Schächten eingesetzt. Diese deshalb auch Abteufkübel genannten Fördergefäße sind aus Stahl gefertigt, haben unterschiedliche Größen und können bis zu 8 Personen bei Seilfahrt aufnehmen. Die Form ähnelt einem Zylinder mit konischem unteren und oberen Rand. Der Anschlagbügel ist dauerhaft mit dem Kübel durch Bolzen verbunden und wird mit einem Schäkel an den Haken des Förderseiles angeschlagen. Förderkübel sind zugelassene Fördergutträger und werden deshalb auch als Teil von Befahrungseinrichtungen für aufgelassene oder gestundete Bergwerke oder beim Umbau von Schächten verwendet. Als Fördermaschine dient in solchen Fällen beispielsweise ein spezieller Autokran mit großer Seillänge, eine sogenannte mobile Seilwinde. Zur Führung des Kübels wird ein sogenannter Führungsschlitten, der an (in der Regel zwei) Führungsseilen gleitet, verwendet.